# Municipio de Benton (condado de Hodgeman)
El municipio de Benton (en inglés: Benton Township) es un municipio ubicado en el condado de Hodgeman en el estado estadounidense de Kansas. En el año 2010 tenía una población de 36 habitantes y una densidad poblacional de 0,39 personas por km².

## Geografía
El municipio de Benton se encuentra ubicado en las coordenadas 38°2′39″N 100°10′18″O / 38.04417, -100.17167. Según la Oficina del Censo de los Estados Unidos, el municipio tiene una superficie total de 92.82 km², de la cual 92,69 km² corresponden a tierra firme y (0,13 %) 0,12 km² es agua.

## Demografía
Según el censo de 2010, había 36 personas residiendo en el municipio de Benton. La densidad de población era de 0,39 hab./km². De los 36 habitantes, el municipio de Benton estaba compuesto por el 100 % blancos. Del total de la población el 0 % eran hispanos o latinos de cualquier raza.